# دور (تمثيل)

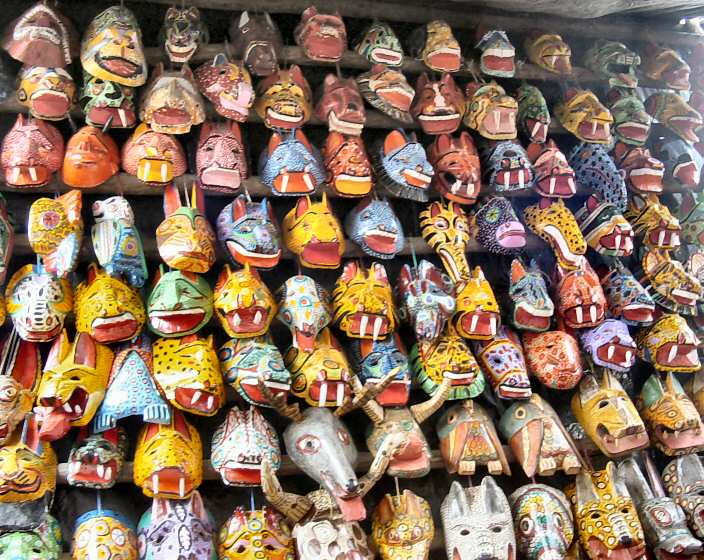

شخصية وجمعها شخصيات، هي كلمة مستخدمةٌ يومياً وتعني إما دور اجتماعي أو شخصية تمثيلية.
واشتقت من اللغة اللاتينية حيث تعني القناع المسرحي، ومن المحتمل أيضاً أن الكلمة اللاتينية هي مشتقة من الكلمة الإترورية "phersu" التي لها نفس معنى الكلمة اليونانية "prosōpon".
تغير معناها في آواخر العهد الروماني مشيراً إلى شخصية مسرحية أو شخصية في المحاكم وذلك عندما وجد أن العديد من مختلف الشخصيات يلعبون نفس الدور بنفس الحقوق القانونية ونفس السلطات والواجبات.
وكممثلين فإن نفس الشخصيات يمكن أن يأدوا أكثر من دور بقوانينهم وقواعدهم الخاصة واحيانا في نفس دور مثول في المحكمة.
وعندما أصبح الفرق جلياً، استطاع الفرد القيام بأدوار مختلفة وأصبح واعياً بالخصائص القانونية التابعة لكل دور كالحقوق والسلطات والواجبات.
وعلى سبيل المثال، الممثلون الذين يؤدون أدوار مختلفة لكل دور سمات قانونية الإخلال بها قد يعرضه للمحاكمة. ووفقًا لمصادر أخرى تؤكد أيضًا أن أصل الكلمة غير واضح تمامًا ووهو على الأرجح متعلق بالفعل اللاتيني (per-sonare) بمعنى حرفي: عبور الصوت خلال شيء، مع وجود ارتباط واضح مع القناع المسرحي المذكور أعلاه.
ينشئ المستخدمون في سياق شبكات التواصل الاجتماعي شخصيات افتراضية تسمى أيضًا شخصيات على الإنترنت.

## في علم الادب
في الأدب يشير المصطلح إلى شخصية أنشأها الكاتب، مثلت إحداها في قصة/رواية أو جزء منها. فشعراء مثل روبرت برونينج وإزرا بوند وت. س. إليوت كثيرًا ما يستخدمون الأصوات القصصية السردية، بالإضافة إلى الكاتب لوجي بيرانديلو. فهؤلاء الكتاب فهموا هذا المصطلح فهماً مختلفاً وبالتالي استقوا استخدامه ومعانيه من تقاليد مختلفة. أمثلة على شخصيات ألفها إليوت: بروفروك وسويني، أما «بوند» فقد ألف شخصيات مثل كينو، برتران دي بورن، بروبوتيوس وموبيرلي ردًّا على حوارات دراماتيكية ألفها لبرونينج.
فيما استخدم إليوت «الأقنعة» لكي يبعد نفسه عن جوانب الحياة الحديثة التي رآها مخجلة ومثيرة للاشمئزاز. فإن شخصيات باوند غالبا ما كانت شعراء ومن الممكن اعتبارها إلى حد كبير شخصيات بديلة. فإن الشخصيات في نظر باوند طريقة لتشكيلهم من خلال مشكلة شعرية محددة. ومن هذا المنطلق، الشخصية هي قناع شفاف يتقمص سمات اثنين من الشعراء ويستجيب لكلا الموضعين القديم والجديد وهو متشابه ومتداخل.
يشار إلى السرد الروائي في التحاليل الأدبية غالباً بالشخصية وهي من يتحدث بصيغة المتكلم ويظهر ليعرّف بشخصية معينة، ويتناقض مع الصوت السردي للضمير الغائب وهو عموماً أكثر موضوعية وحيادية، وهنالك حالات مختلفة مثل: استخدام "نحن" التي ظهرت حديثاً في قصيدة إدوين آرلينغتون روبنسون المعروفة بـ" Eros Turannos” والتي تؤدي شيئًا كالجوقة في مأساة يونانية، ولكن بصورة عامة، أي راوي مميز تختلف وجهة نظره وأسلوبه بالكلام تماماً عن الكاتب يعد شخصية أدبية.

## في علم النفس
يتفق كارل يونغ وعلم النفس «جونجيان» على تعريف الشخصية بأنها قناع أو هيئة يعرضها الشخص للعالم وقد تظهر في الأحلام بهيئات مختلفة.

## في التسويق
يقترح بعض خبراء التسويق إنشاء شخصية افتراضية بغرض التسويق، بحيث تمثل مجموعة من الزبائن لكي تركز الشركة جهودها. وتبني بعض الشركات التجارية نماذج أعمالها على الشخصيات الظاهرة لمستخدمي الإنترنت، فيراقبون الصور ويشاهدون سجلات البحث والإعلانات التي يختارها المستخدمون عامة، وبناء على تلك البيانات تقوم الشركات بتخصيص نطاق سلعها على الجمهور المستهدف.
وتعتمد مواقع التواصل الاجتماعي المجانية على شركات دعائية لتحتفظ بوجودها على شبكة الإنترنت، ويتعاونون لتطوير شروط للإتفاق حول مشاركة المعلومات حتى يستفيد كلا الطرفين منها، ولذلك فإن بعض الأشخاص على الإنترنت معرضون لخطر الاحتيال.

## فيالفنوالتصاميم
استخدمت هذه الشخصيات في تجربة تصميم المستخدم_المعروفة بشخصية المستخدم_ وفي التصميم عامتا.(Alan cooper)قام آلان كوبر بتعريف الشخصيات في كتابه (The Inmates Are Running the Asylum -1998). جلب كوبر اشكالاً من الشخصيات الخيالية تساعد في إيجاد حلول لأسئلة التصميم، وتلك الشخصيات يمكن أن تبنى على أساس البحث وايضا يمكن وصفها في قالب رواية.
لاحظ أندرو هينتون أن صناعة الشخصيات أصبحت مرادفاً لكتابة الرسائل بدلاً من تمثيل أدوار شاعرية.
```
أنتج ممارسوا التصميم الخاصة والعامة شخصيات غير قادرة مثل تلك الموجودة كجزء في كتاب Just Ask: Integrating Accessibility Throughout Design و
```

مشروع الباحث والمطور الأوروبي AEGIS
(متوفرة ضمن الإبداع الشائع) 
ومشروع الباحث والمطور الأوروبي ACESSIBLE 
(متوفرة كـOWL)